# 皮利亞羅縣
1°10′S 78°32′W / 1.167°S 78.533°W
皮利亞羅縣（西班牙語：Cantón Píllaro），是厄瓜多爾的縣份，位於該國中部，由通古拉瓦省負責管轄，面積443平方公里，2001年人口34,925，該縣人口密度每平方公里78.84人。